# Юнацький чемпіонат Європи з футболу (U-18) 2000
Чемпіонат Європи з футболу серед юнаків віком до 18 років 2000 року — пройшов у Німеччині з 17 по 24 липня. Переможцем стала збірна Франції, яка у фіналі перемогла збірну України із рахунком 1:0.

## Учасники
- Хорватія
- Чехія
- Фінляндія
- Франція
- Німеччина (господар)
- Нідерланди
- Росія
- Україна

## Груповий етап

### Група A
| Збірна     | І | В | Н | П | ГЗ | ГП | РГ | О |
| ---------- | - | - | - | - | -- | -- | -- | - |
| Україна    | 3 | 2 | 1 | 0 | 3  | 1  | +2 | 7 |
| Німеччина  | 3 | 2 | 0 | 1 | 6  | 3  | +3 | 6 |
| Нідерланди | 3 | 1 | 1 | 1 | 3  | 3  | 0  | 4 |
| Хорватія   | 3 | 0 | 0 | 3 | 3  | 8  | -5 | 0 |

| 17 липня 2000 |

| Німеччина | 0–1 | Україна |
| --------- | --- | ------- |
|           |     |         |

| Мангайм |

| 17 липня 2000 |

| Нідерланди | 3–0 | Хорватія |
| ---------- | --- | -------- |
|            |     |          |

| Людвігсбург |

| 19 липня 2000 |

| Німеччина | 3–0 | Нідерланди |
| --------- | --- | ---------- |
|           |     |            |

| Гайльбронн |

| 19 липня 2000 |

| Україна | 2–1 | Хорватія |
| ------- | --- | -------- |
|         |     |          |

| Форст |

| 21 липня 2000 |

| Хорватія | 2–3 | Німеччина |
| -------- | --- | --------- |
|          |     |           |

| Штутгарт |

| 21 липня 2000 |

| Нідерланди | 0–0 | Україна |
| ---------- | --- | ------- |
|            |     |         |

| Зінсгайм |

### Група B
| Збірна    | І | В | Н | П | ГЗ | ГП | РГ | О |
| --------- | - | - | - | - | -- | -- | -- | - |
| Франція   | 3 | 2 | 0 | 1 | 4  | 2  | +2 | 6 |
| Чехія     | 3 | 1 | 1 | 1 | 4  | 4  | 0  | 4 |
| Фінляндія | 3 | 1 | 1 | 1 | 5  | 5  | 0  | 4 |
| Росія     | 3 | 0 | 2 | 1 | 2  | 4  | -2 | 2 |

| 17 липня 2000 |

| Чехія            | 1–1      | Росія      |
| ---------------- | -------- | ---------- |
| Мацек 60' (пен.) | Протокол | Чіпков 66' |

| Імпульс Арена, Аугсбург Глядачів: 3,000 Арбітр: Карлос Амарілья (Парагвай) |

| 17 липня 2000 |

| Франція | 1–2 | Фінляндія |
| ------- | --- | --------- |
|         |     |           |

| Спортарена Ансбах, Ансбах Арбітр: Мануель Мехуто Гонсалес (Іспанія) |

| 19 липня 2000 |

| Чехія | 0–1      | Франція   |
| ----- | -------- | --------- |
|       | Протокол | Матіс 10' |

| Місцевий стадіон, Донауверт Глядачів: 4,000 Арбітр: Пауло Параті (Португалія) |

| 19 липня 2000 |

| Росія | 1–1 | Фінляндія |
| ----- | --- | --------- |
|       |     |           |

| Місцевий стадіон, Швебіш-Гмюнд |

| 21 липня 2000 |

| Фінляндія                      | 2–3      | Чехія                                  |
| ------------------------------ | -------- | -------------------------------------- |
| Буреш 48' (автогол) Шелунд 73' | Протокол | Мацек 53' (пен.) Барош 57' Кобилик 63' |

| Місцевий стадіон, Ньордлінген Глядачів: 4,100 Арбітр: Том Гернінг Евербе (Норвегія) |

| 21 липня 2000 |

| Франція            | 2–0 | Росія |
| ------------------ | --- | ----- |
| Жіве 73' Матіс 84' |     |       |

| Гундельфінген |

## Матч за 3-тє місце
| 23 липня 2000 |

| Німеччина                                | 3–1      | Чехія    |
| ---------------------------------------- | -------- | -------- |
| Геміті 48' Ауер 63' (пен.) Янгнікель 69' | Протокол | Барош 3' |

| Ландкрейштадіон, Айхах Глядачів: 3,900 Арбітр: Том Гернінг Евербе (Норвегія) |

## Фінал
| 24 липня 2000 |

| Франція   | 1–0      | Україна |
| --------- | -------- | ------- |
| Бюньє 81' | Протокол |         |

| Франкенштадіон, Нюрнберг Глядачів: 32,000 |

| Чемпіон Європи 2000 |
| ------------------- |
| Франція 5-й титул   |

## Кваліфікація на Чемпіонат світу
Шість найкращих збірних кваліфікувались на Молодіжний чемпіонат світу 2001 року.
- Чехія
- Фінляндія
- Франція
- Німеччина
- Нідерланди
- Україна